# Paneb
Paneb (* unter Ramses II. 1278–1212 v. Chr. in Deir el-Medina; † vermutlich 1193 v. Chr. ebenda) war ein altägyptischer Verbrecher, Bandenführer und Vorarbeiter der 19. Dynastie in der Arbeiterstadt Deir el-Medina. Sein Leben konnte durch Papyrus-Schriften und Ostraka-Gerichtsprotokolle relativ gut rekonstruiert werden.

## Kriminelle Karriere
Er war der Adoptivsohn des Vorarbeiters Neferhotep der Jüngere. Zu seinen Verbrechen zählten Mord, Grabraub, Meineid, Raub, Nötigung, Totschlag, Diebstahl (von Arbeitswerkzeug), dreifacher Ehebruch, Begünstigungen, Unterschlagung und Vergewaltigungen. Mit seiner Verbrecherbande führte er mehrere bürgerkriegsähnliche Bandenkriege in Deir el-Medina. Nachdem er bereits die Grabkammern der Ramses-Töchter ausgeraubt hatte, plünderten er und seine Gefolgsleute 1198 v. Chr. das Grab von Sethos II. gleich nach dessen Beisetzung. Dabei wurde er allerdings von einem Beamten entdeckt, der sich jedoch bestechen ließ.
Ein Anonymus schrieb eine Anklageschrift gegen Paneb, die in einiger Entfernung von Deir el-Medina unter einem Stein gefunden wurde. Dennoch gab es keine Verurteilung. Deshalb ist nicht auszuschließen, dass man ihm viele Verbrechen nur angelastet hat.
Paneb soll seinem Stiefvater und seinem Rivalen Hay mit Mord gedroht haben. Neferhotep wurde später tatsächlich ermordet, „von seinem Feind“, wie berichtet wird. Paneb beanspruchte den Posten seines Stiefvaters als Vorarbeiter, der jedoch nur durch Vererbung an leibliche Nachkommen weitergegeben werden konnte. So bestach er den Wesir Sethos’ II. Später beklagte sich der Mann, dem der Posten rechtlich zustand und es kam zu einem Prozess, über den jedoch keine Aufzeichnungen existieren. Möglicherweise fand der Prozess auch nicht in Deir el-Medina statt. Fortan werden Paneb und sein Sohn Aapahate nicht mehr erwähnt. Wahrscheinlich wurde er hingerichtet, wie das Ostrakon „Jahr 6 des Siptah, Hinrichten eines Vorarbeiters“ vermuten lässt.